# Узипеты
Узипеты, усипеты (у Плутарха греч. Ousipai и, возможно, то же, что и греч. Ouispoi у Клавдия Птолемея) — древнегерманское племя. Жили между Липпе и Рейном. Известны по сочинениям Юлия Цезаря, Тацита и других древних авторов.
На протяжении истории несколько раз мигрировали и впоследствии слились с другими германскими племенами.
В 55 г. до н. э., спасаясь от своих внутренних врагов, на своем пути в бельгийскую Галлию были изменническим образом застигнуты и разбиты Юлием Цезарем на левом берегу нижнего Рейна.
В 16 году до н. э. узипеты вместе со своими союзниками тенктерами и сигамбрами вновь пересекли Рейн и напали на Галлию, одержав победу над Марком Лоллием.
Позднее поселились на нижней Липпе и разделяли их дальнейшую судьбу с сигамбрами, ведя постоянную борьбу с римлянами.
Во времена Веспасиана были изгнаны с Липпе и поселились на новых местах у pек Кинциг и Фульдa.
В III веке слились с алеманнами.